# Tuvalui sportpálya
A tuvalui sportpálya különböző sportesemények megrendezésére alkalmas stadion Tuvaluban. Befogadóképessége 1 500 fő. Az ország egyetlen sportpályáját a fővárosban, Vaiaku faluban építették ki. Többnyire labdarúgó-mérkőzéseknek ad otthont.
Tetejére napelemeket tettek, ez biztosítja Funafuti városa energiaszükségletének kb. 5%-át.

## Külső hivatkozások
- Soccerway: Tuvalu Sports Ground
- Stadium Database: Vaiaku Stadium
- World Stadiums: Tuvalu Sports Ground